# Hans Robert Scultetus
Hans Robert Scultetus (* 20. März 1904 in Halle (Saale); † 17. März 1976 in Buchholz in der Nordheide) war ein deutscher Meteorologe.

## Leben
Scultetus wurde 1930 an der Universität Berlin in Meteorologie zum Dr. phil. promoviert (Die Beobachtungen der Erdbodentemperaturen im Beobachtungsnetze des Preußischen Meteorologischen Instituts während der Jahre 1912 bis 1927). Zum 1. Dezember 1932 trat er der NSDAP bei (Mitgliedsnummer 1.418.144). In den 1930er Jahren leitete er die Abteilung Meteorologie beim SS-Ahnenerbe, wo er die Welteislehre (der Heinrich Himmler anhing) für langfristige Wettervorhersagen nutzen wollte. Zum 9. November 1936 trat er als Untersturmführer der SS bei (SS-Nummer 278.271), er erreichte zum 30. Januar 1943 als SS-Sturmbannführer seinen höchsten Rang.
Bei Beginn des Zweiten Weltkrieges spielte er beim Ahnenerbe keine Rolle mehr und war Meteorologe bei der Luftwaffe, wo viele Kollegen ihm allerdings wegen seiner Vergangenheit mit Misstrauen begegneten. Beim Ahnenerbe stellte man ab 1942 auch wieder Meteorologen ein, aber nur solche mit konventioneller professioneller Ausrichtung. Michael Kater sieht das als Zeichen für die pragmatische Handhabung der Forschungsausrichtung bei der SS, die letztlich der Ausrichtung auf Kriegswichtigkeit den Vorzug gaben.
Scultetus wandte sich noch 1945 an Himmler um sich bei diesem für langfristige Wettervorhersagen anzudienen.
Auch Scultetus wandte sich nach dem Krieg wieder konventioneller Forschung zu. In den 1950er Jahren war er für das  Wetteramt in Essen, das Seewetteramt in Hamburg und die Forschungsanstalt für Landwirtschaft in Braunschweig tätig. In Kürschners Gelehrtenkalender 1976 ist er als Leiter der Agrarmeteorologischen Forschungsstelle des Deutschen Wetterdienstes in Braunschweig eingetragen.

## Schriften
- Klimatologie. Das Geographische Seminar, Praktische Arbeitsweisen Klimatologie, Georg Westermann 1969.